# Río Blanco, Tecolutla
Río Blanco är en ort i Mexiko.   Den ligger i kommunen Tecolutla och delstaten Veracruz, i den sydöstra delen av landet, 240 km nordost om huvudstaden Mexico City. Río Blanco ligger 8 meter över havet och antalet invånare är 333.
Terrängen runt Río Blanco är platt. Havet är nära Río Blanco åt nordost.  Närmaste större samhälle är Gutiérrez Zamora, 11,8 km söder om Río Blanco. 